# Alessandra Macinghi

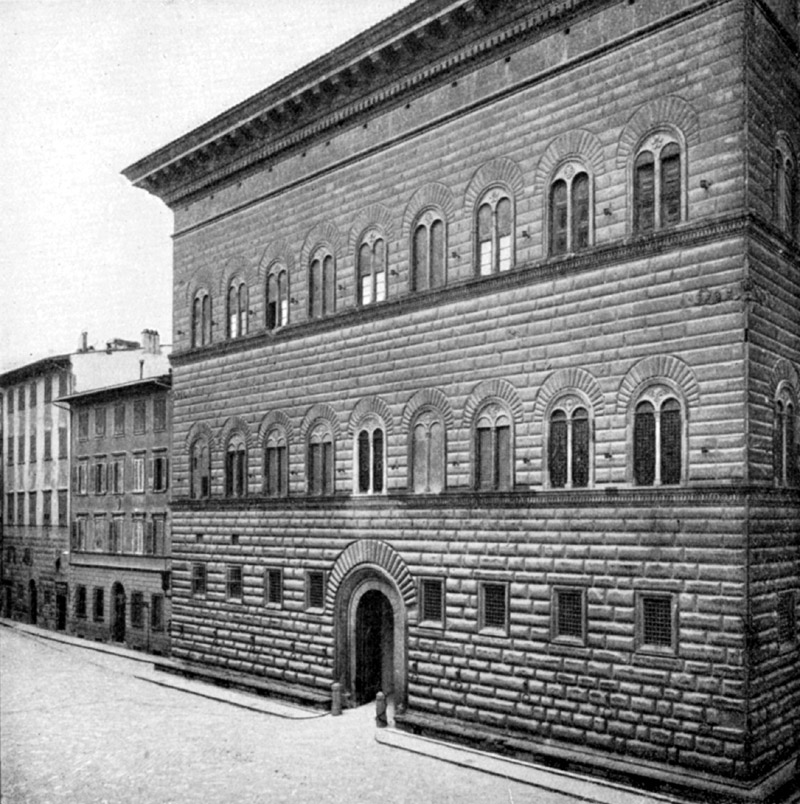
Esta imagen representa la naturaleza de una mujer que lucho por preservar la propiedad y posición de su familia en Florencia.

Alessandra Macinghi Strozzi (1406 – 2 de marzo de 1471) fue una mujer florentina de una familia de mercaderes políticos del siglo XV. Alessandra es más conocida por sus cartas, en las cuales detallaba su tozuda lucha por preservar la propiedad y posición de su familia en la Florencia de los Médici. Tras sobreponerse de su trance económico y conflictos políticos, crio a sus hijos para ser banqueros y mercaderes exitosos. Su hijo Filippo Strozzi preservó setenta y tres cartas que ella escribió, que fueron compiladas y publicadas en 1877 por Cesare Guasti. Actualmente se encuentran preservadas en el Archivio di stato en Florencia. Sus cartas son algunos de los más ricos y reveladores materiales autobiográficos de la Florencia del siglo XV, ofreciendo a los historiadores un vistazo a la vida de una viuda del Renacimiento.

## Primeros años
Alessandra nació en la familia Macinghi familia, una nueva familia mercader y patricia. La familia Macinghi había obtenido éxito como banqueros y fabricantes de lana y estaba políticamente comprometida durante la Florencia de los Medici. Sus padres fueron Filippo di Niccoló Macinghi y Caterina di Bernardo Alberti.  Caterina murió mientras Alessandra era todavía joven, y Niccoló  se volvió a casar con Ginevra di Albertuccio Riscasoli. En 1420, dos años antes de que Alessandra se casara, su padre falleció, pero ya había arreglado una dote de 1600 florines.

## Matrimonio y Vida familiar
Alessandra se casó a la edad de catorce años, el 10 de junio de 1422, con Matteo Strozzi. Matteo tenía 25 años, y provenía de una buena familia: los Strozzi eran unos de los apellidos más grandes y prestigiosos en Florencia, actores prominentes en la política y los negocios florentinos de fines del siglo XIII.    La alianza Macinghi y Strozzi fue beneficiosa política y socialmente para las dos partes, ya que los Strozzi tenían una importante influencia política pero una fortuna modesta, mientras que los Machinghi eran bastante ricos pero no particularmente distinguidos.
Después de cuatro años de matrimonio sin hijos, la pareja empezó su familia.  Tuvieron ocho niños, cinco de los cuales llegaron a la edad adulta.  Por orden cronológico, los niños Strozzi fueron Andreuola (1426), Simone (1427), Filippo (1428), Piero (1429), Caterina (1431), Lorenzo (1432), Lessandra (1434), y Matteo (1436).  Durante su matrimonio, Alessandra y Matteo estuvieron separados por largos periodos de tiempo debido a sus misiones diplomáticas en la década de 1430.
A pesar de que la constitución florentina prohibía los partidos políticos, muchos ciudadanos dentro de la clase política estuvieron divididos en dos facciones opuestas.  Los Strozzi pertenecieron a la facción oligárquica, una alianza de varias potentes familias patricias, mientras que la facción de los Medici era sostenida por el Banco Médici.    En 1433, Cosimo de' Medici, el dirigente de la facción Medici, fue exiliado de la ciudad para impedir el asedio anticipado de poder.  Un año más tarde, la familia Medici contraatacó de manera exitosa, asumiendo el poder y enviando al exilio a la mayoría de sus oponentes. En consecuencia, en noviembre de 1434, Matteo Strozzi se exilió en Pésaro, con varios miembros adultos de la familia Strozzi.    A pesar de que no estar legalmente obligada, Alessandra se unió a su marido en el exilio. Al año siguiente, Matteo Strozzi y tres de sus hijos - Andreuola, Piero, y Simone- murieron de la peste.

## Viudez
Tras la muerte de su esposo, Alessandra regresó a Florencia con sus niños, y no volvió a casarse. En este período, Alessandra obtuvo importancia en la familia y un significativo poder en tanto mujer. De acuerdo a la voluntad de Matteo, Alessandra fue nombrada "guardiana de sus hijos mientras permanezca viuda". Como mujer cristiana, Alessandra escogió no volver a casarse, permanecer casta y dedicarse a sus hijos, principalmente a los varones.    Alessandra estaba profundamente inmicuida en la familia Strozzi, recibía asistencia de parientes y familiares, de acuerdo al patriciado y la solidaridad familiar florentina.
Mientras que Alessandra de hecho devino cabeza de hogar, la ley florentina aún requería que tuviera un mundualdo, o varón facilitador para los asuntos legales. Para ello, Alessandra empleó varones desconocidos que oficiaban como falsos facilitadores, de manera de poder seguir encargándose de los asuntos personales.  La escritura de Alessandra reflejó la mentalidad de su clase, aceptando la estructura jerárquica y patriarcal de la sociedad florentina. Su principal responsabilidad como mujer, particularmente viuda, era arreglar matrimonios para sus hijos, lo cual era difícil debido a la caída en desgracia de la familia Strozzi. Sin embargo, Alessandra logró negociar los matrimonios de sus hijos de manera que pudo recuperar el status familiar que la familia había tenido.    A pesar de que Alessandra actuó de acuerdo a las expectativas sociales del papel femenino, ciertamente extendió sus limitaciones legales y sociales, conservando una significativa autoridad para una viuda de la era del Renacimiento.

## Implicación política
Alessandra supervisó la educación de todos sus hijos, especialmente los varones: Filippo, Lorenzo, y Matteo. Fomentó sus habilidades de escritura y contabilidad para salvar las fortunas de la familia. Cuando sus hijos alcanzaron la adolescencia debieron irse de Florencia, cumpliendo con el exilio que les era impuesto por los Médici a su familia. El alejamiento de sus hijos incrementó la motivación política de Alessandra, y empleó su red familiar para remover la sentencia que pesaba sobre la familia Strozzi. Durante el exilio, sus hijos trabajaron para los primos de su difunto marido en orden de que incrementaran sus conocimientos bancarios y de negocios. Alessandra devino una observadora aguda de la escena política al mantenerse al tanto de la situación en el terreno político y usando a su favor las ventajas familiares. Cuándo su hijo más joven, Matteo, murió en 1458 a los 23 años, Alessandra animó a Filippo y Lorenzo a ingresar juntos en los negocios por el bien de solidaridad familiar. En aquel mismo año Médici extendió la prohibición de exilios a veinticinco años.
Alessandra era muy activa en el manejo de las finanzas de su familia, ya que una gran parte de las mismas fueron confiscadas por el gobierno de los Médici. Esto ocasionó que Alessandra tuviera apuros financieros. Para poder pagar los impuestos, Alessandra vendió las tierras y posesiones de los Strozzi en manejar las finanzas de su familia, como porción grande del Strozzi, lo que la convirtió en una socia "pasiva" de los negocios familiares. Mientras sus hijos participaron en acuerdos empresariales como sus herederos, Alessandra era la única decisora en asuntos financieros. A pesar de la deuda familiar contraída tras la muerte de Matteo, Alessandra fue capaz de mantener la casa de los Strozzi, villas, granjas, y acciones.
Durante el transcurso de su vida, Alessandra trabajó para obtener peso político por medio de representar a sus hijos en la corte y manteniéndolos informados acerca de los eventos florentinos. Sus hijos se concentraron en sus carreras como mercaderes y banqueros, recibiendo siempre consejos de Alessandra. Cosimo de' Medici murió en agosto de 1464 y comenzó una lucha política de dos años de duración en la que participaron Piero di Cosimo de' Medici, su hijo, y otros contrincantes. Por medio de observar con prudencia y paciencia la lucha por el poder, ganando el favoritismo de ambos bandos, y "sin comprometerse con ninguno hasta que el resultado fuera claro" el exilio de los hermanos Strozzi fue revocado el 20 de septiembre de 1466. Después de reunirse con sus hijos, Alessandra comenzó a arreglar celosamente matrimonios para ellos. Después de casar a sus hijos, Alessandra murió el 2 de marzo de 1471. Actualmente se encuentra enterrada en la Iglesia de Santa Maria Novella, en la capilla Strozzi.

## Escritura
La colección epistolar de Alessandra (24 de agosto de 1447- 14 de abril de 1470), proporcionó a los historiadores con información valiosa acerca de la vida familiar, las mujeres y las costumbres de la Florencia del siglo XV. El estilo de las cartas de Alessandra revela su capacidad de escribir en toscano y mantener cuentas financieras. El propósito de sus cartas era mantener informados a sus hijos exiliados acerca de la política y la sociedad florentina. Contenían consejos maternales, advertencias y enseñanzas en asuntos políticos, económicos, religiosos y morales, guiando a sus hijos en ausencia.
A pesar de que era culta, Alessandra no estaba versada en prosa literaria y ni demostraba una estructura gramatical discernible dentro de sus cartas.  Basado en las varias ocasiones en que se quejó de tener que escribir, puede asumirse que Alessandra lo hizo principalmente por necesidad.